# Джон Фостер Даллес
Джон Фостер Даллес (англ. John Foster Dulles; нар. 25 лютого 1888, Вашингтон — пом. 24 травня 1959, Вашингтон) — американський політик-республіканець, який займав пост державного секретаря США при президенті Дуайті Ейзенхауері (26 січня 1953 — 22 квітня 1959).